# Aedes gubernatoris
Aedes gubernatoris är en tvåvingeart som först beskrevs av Giles 1901.  Aedes gubernatoris ingår i släktet Aedes och familjen stickmyggor. Inga underarter finns listade i Catalogue of Life.